# Oratorio parrocchiale San Barnaba
L'oratorio parrocchiale San Barnaba Apostolo è l'oratorio parrocchiale dipendente dalla parrocchia di San Barnaba apostolo nella città di Marino, provincia di Roma, nell'area dei Castelli Romani, diocesi suburbicaria di Albano Laziale.

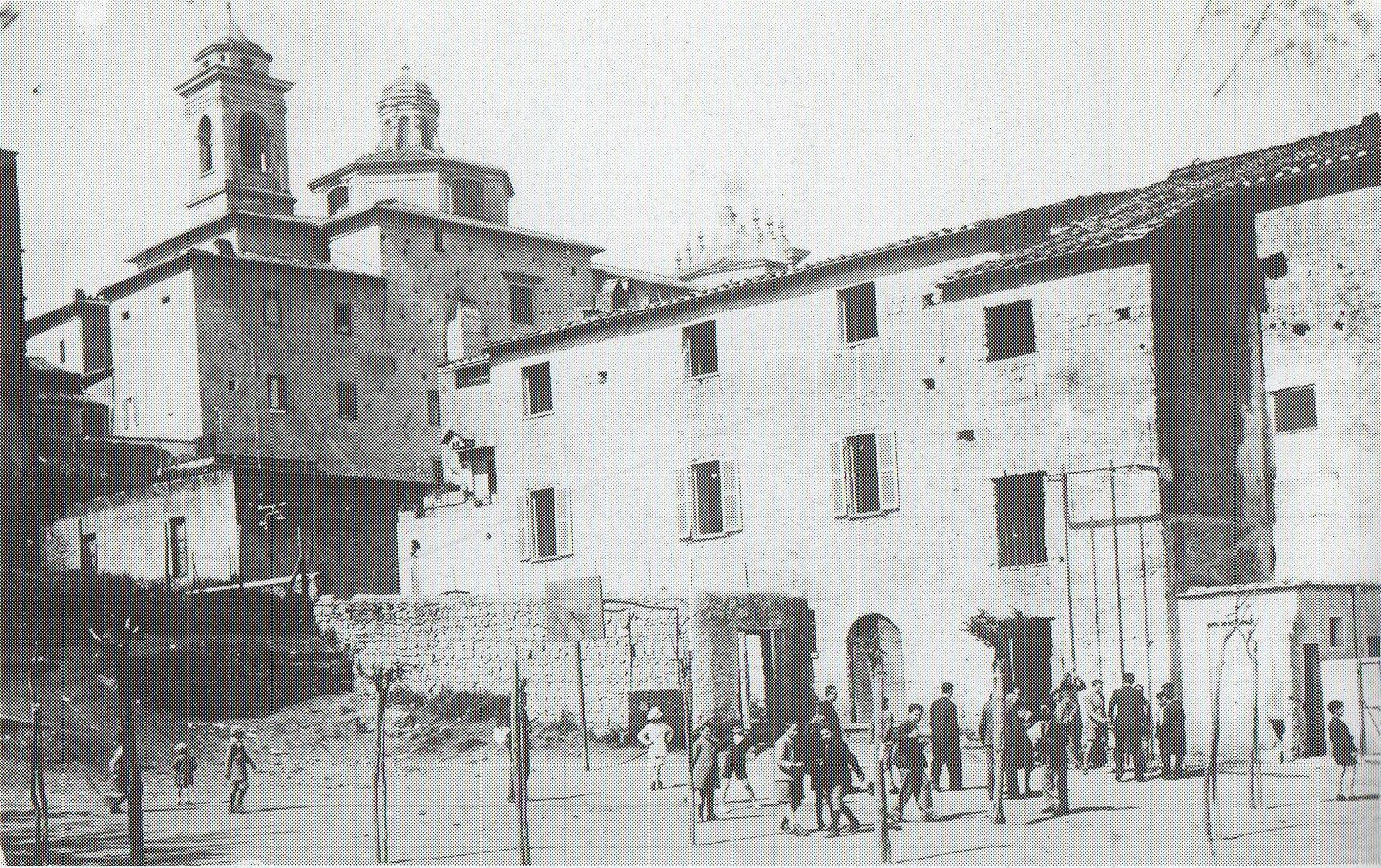
Una veduta dell'oratorio San Barnaba negli anni venti.

## Storia

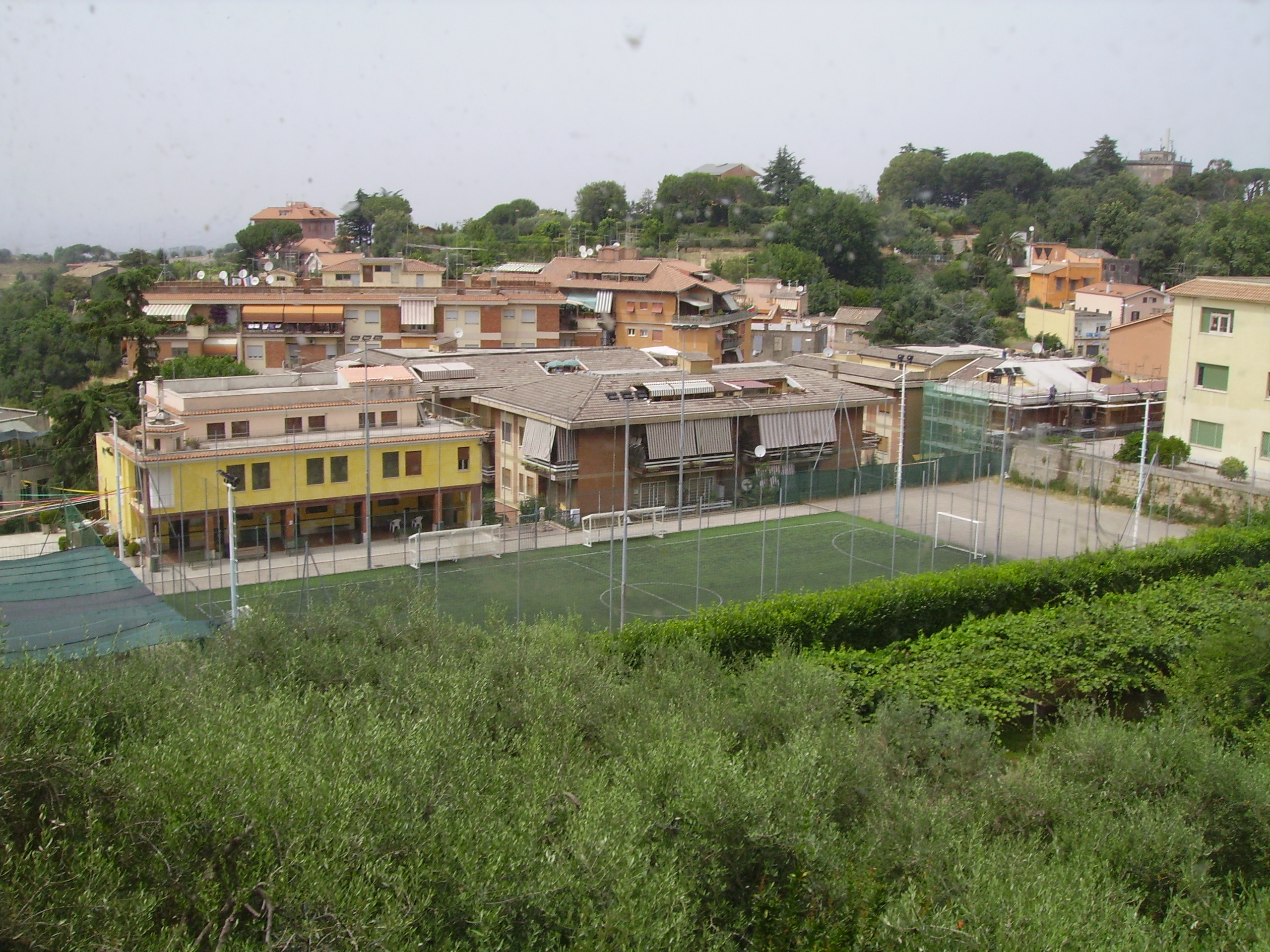
Una veduta dell'oratorio San Barnaba nell'autunno 2007.

L'oratorio venne fondato subito dopo la fine della prima guerra mondiale grazie all'interessamento del futuro servo di Dio Zaccaria Negroni (1899-1980) e dell'abate parroco dell'epoca, monsignor Guglielmo Grassi (1868-1954). I primi responsabili della struttura furono gli adepti del nuovo ordine religioso dei Piccoli discepoli di Gesù, che curavano la gestione anche della adiacente tipografia Santa Lucia, il tutto con il patrocinio di Zaccaria Negroni e dell'abate parroco.
Durante il periodo fascista l'oratorio subì la concorrenza delle attività sportive organizzate dal Regime, che aveva fatto realizzare attrezzati centri sportivi per la GIL (Gioventù italiana del littorio), e venne osteggiato dalle autorità nel quadro della lotta per il controllo dell'educazione della gioventù combattuta in quegli anni tra Chiesa cattolica e regime fascista.
Nel secondo dopoguerra l'oratorio tornò ad essere un importante punto di riferimento per tutta la gioventù marinese: Zaccaria Negroni, già senatore, il vescovo di Albano Raffaele Macario (1966-1977) e l'abate parroco monsignor Giovanni Lovrovich si resero autori dell'allargamento dell'Oratorio, che assunse le dimensioni attuali con la costruzione dell'edificio centrale con la cappella interna e dei due campi da gioco.
Nel corso degli anni ottanta e nei primi anni novanta l'Oratorio fu utilizzato soprattutto come centro sportivo: il grande campo da calcio a 5, uno dei più capienti della diocesi, divenne per antonomasia sinonimo dell'oratorio stesso, che venne chiamato " 'u Campettu" in dialetto marinese.
Dal 1997 è iniziata l'usanza di organizzare in oratorio un centro estivo nel mese di luglio, per creare un'alternativa ai centri estivi privati. Sono attivi durante l'inverno diversi corsi all'interno della struttura oratoriale: calcio, calcio a 5, chitarra, danza. L'oratorio possiede un suo organo ufficiale di stampa che viene pubblicato saltuariamente, dal nome Proposte di vita. 
Sono operative in oratorio due delle quattro compagnie teatrali della parrocchia, ovvero la Nuova Filodrammatica Vittoria Colonna e il gruppo teatrale dell'Oratorio San Barnaba.